# اسپاکستون
اسپاکستون (به انگلیسی: Spaxton) یک روستا و محله مدنی در بریتانیا است که در سژمور واقع شده‌است. اسپاکستون ۱٬۰۱۲ نفر جمعیت دارد.